# Virginia Hall
Virginia Hall Goillot (Baltimore, 6 april 1906 — Rockville (Maryland), 8 juli 1982) was een Amerikaanse spion tijdens en na de Tweede Wereldoorlog. De Gestapo beschouwde haar als "een van de gevaarlijkste spionnen van de geallieerden".

## Biografie

### Jonge jaren
Hall was de dochter van Edwin Lee Hall, een rijke ondernemer uit Baltimore, en Barbara Virginia Hammel. Ze studeerde Frans, Italiaans en Duits aan de prestigieuze Amerikaanse liberal arts colleges Radcliffe College en Barnard College en vertrok daarna naar Europa om haar studie daar voort te zetten. Ze studeerde in Frankrijk, Duitsland en Oostenrijk tot ze in juli 1931 een functie als administratief medewerker kreeg bij de Amerikaanse ambassade in de Poolse hoofdstad Warschau. In april 1933 werd ze overgeplaatst naar het Amerikaanse consulaat in de Turkse stad İzmir.
Op 8 december 1933 schoot ze zichzelf per ongeluk in haar linkerbeen toen ze over een hek klom tijdens een jachtexpeditie in Turkije. Haar been werd onder de knie afgezet en vervangen met een houten beenprothese die ze gekscherend de bijnaam "Cuthbert" gaf. Door de beenprothese zou ze tijdens de Tweede Wereldoorlog de Franse bijnaam la dame qui boite ("de dame die mank loopt") krijgen.
Hall hoopte op een verdere loopbaan bij de Amerikaanse diplomatieke dienst, maar moest die hoop laten varen. Door haar ongeluk weigerde de Amerikaanse diplomatieke dienst haar het toelatingsexamen te laten afleggen. In 1939 nam ze ontslag bij het State Department (het Amerikaanse ministerie van buitenlandse zaken) en ging weer studeren, ditmaal aan American University in Washington, D.C.

### Tweede Wereldoorlog
Bij het uitbreken van de Tweede Wereldoorlog hield Hall zich op in Parijs. Ze besloot om zich bij de Franse ambulancedienst Services Sanitaires de l'Armee te voegen en voerde als ambulancechauffeur gewonde soldaten weg van het front. Hall bevond zich in Vichy-Frankrijk bij de Franse overgave in de zomer van 1940. Vanuit Vichy-Frankrijk wist Hall in augustus Londen te bereiken.

#### In Britse dienst
In Londen gaf Hall zich op als vrijwilliger voor Franse ("F")-sectie van de kort daarvoor gevestigde Britse geheime dienst Special Operations Executive (SOE). De Britten stuurden Hall in augustus 1941 terug naar Vichy-Frankrijk, waar ze zich 15 maanden ophield in Lyon onder de identiteit van een correspondent van de New York Post, om de activiteiten van de Résistance te helpen coördineren. Ze redde geallieerde vliegeniers die waren neergestort in Frankrijk en zorgde ervoor dat ze weer veilig terug naar Engeland kwamen. Ook regelde ze ontsnappingen van geallieerde krijgsgevangenen, organiseerde ze sabotageacties tegen Duitse voorraadlijnen en zorgde voor bevoorrading van de Résistance per parachute.
Toen de Duitsers in november 1942 plotseling Vichy-Frankrijk bezetten, kon Hall op het nippertje naar Spanje vluchten. Na een tijd voor de SOE in Madrid gewerkt te hebben, keerde ze terug naar Londen, waar de Britten haar in juli 1943 als dank voor verdiensten een erelidmaatschap van het Orde van het Britse Rijk aanboden.

#### In Amerikaanse dienst
Hall ging in maart 1944 in dienst van de Amerikaanse veiligheidsdienst Office of Strategic Services (OSS) en ging op eigen verzoek weer terug naar Frankrijk. Wegens haar beenprothese kon ze niet per parachute landen, dus werd ze met een Britse Motor Torpedo Boat in Bretagne aan land gezet. Tijdens deze missie, waarbij ze de codenaam "Diane" had, wist ze de Gestapo te omzeilen en contact te leggen met de Résistance in Midden-Frankrijk. Ze bracht drop zones in kaart (plekken waar commando's en voorraden veilig per parachute geland konden worden) en vond safehouses voor onderduikers, zoals geallieerde vliegeniers die waren neergestort in Frankrijk.
Na de landing in Normandië in juni 1944 legde ze contact met een van de teams van Operatie Jedburgh, waarbij geheim agenten via parachute in Frankrijk, België en Nederland gedropt werden om sabotage- en guerrilla-acties uit te voeren. Ook hielp ze drie bataljons troepen van de Résistance te trainen in guerrillaoorlogsvoering.

### Na de oorlog
In de jaren 1950 trouwde Hall met de acht jaar jongere Paul Goillot, een in Parijs geboren New Yorker, tevens werkzaam voor het OSS, die ze tijdens de oorlog in Frankrijk had ontmoet. Een jaar later voegde ze zich bij de Central Intelligence Agency (CIA) als inlichtingenanalist op het gebied van Franse parlementaire zaken. Ze diende naast haar man in de Special Activities Division van de CIA.
In 1966 ging Hall met pensioen en ging wonen op een boerderij in Barnesville (Maryland). Ze overleed in een ziekenhuis in Rockville (Maryland) in 1982 en werd begraven op Druid Ridge Cemetery in Pikesville (Maryland).

## Onderscheidingen
Als dank voor haar verdiensten werd ze in 1943 opgenomen als erelid in de Orde van het Britse Rijk en werd ze in 1945 onderscheiden met het Distinguished Service Cross, de een na hoogste Amerikaanse militaire onderscheiding. Ze was de enige niet-militaire vrouw die deze onderscheiding kreeg tijdens de Tweede Wereldoorlog.

## Verder lezen
- Judith L. Pearson, The Wolves at the Door: The True Story of America's Greatest Female Spy, The Lyons Press (2005), ISBN 1-59228-762-X
- Vincent Nouzille, L'Espionne. Virginia Hall, une Américaine dans la guerre, Fayard (2007)